# Zausopsis luederitzi
Zausopsis luederitzi is een eenoogkreeftjessoort uit de familie van de Harpacticidae. De wetenschappelijke naam van de soort is voor het eerst geldig gepubliceerd in 1963 door Kunz.